# Růže rolní

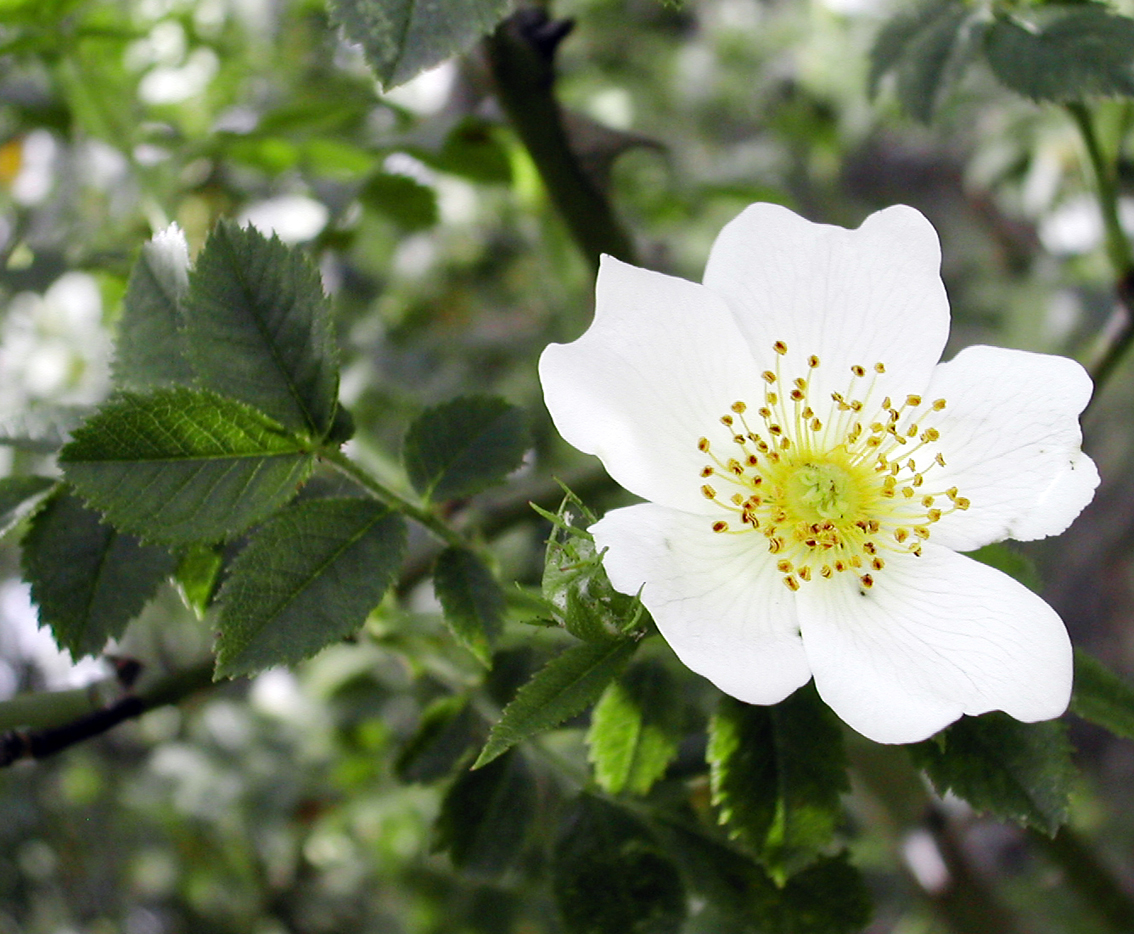
Květ

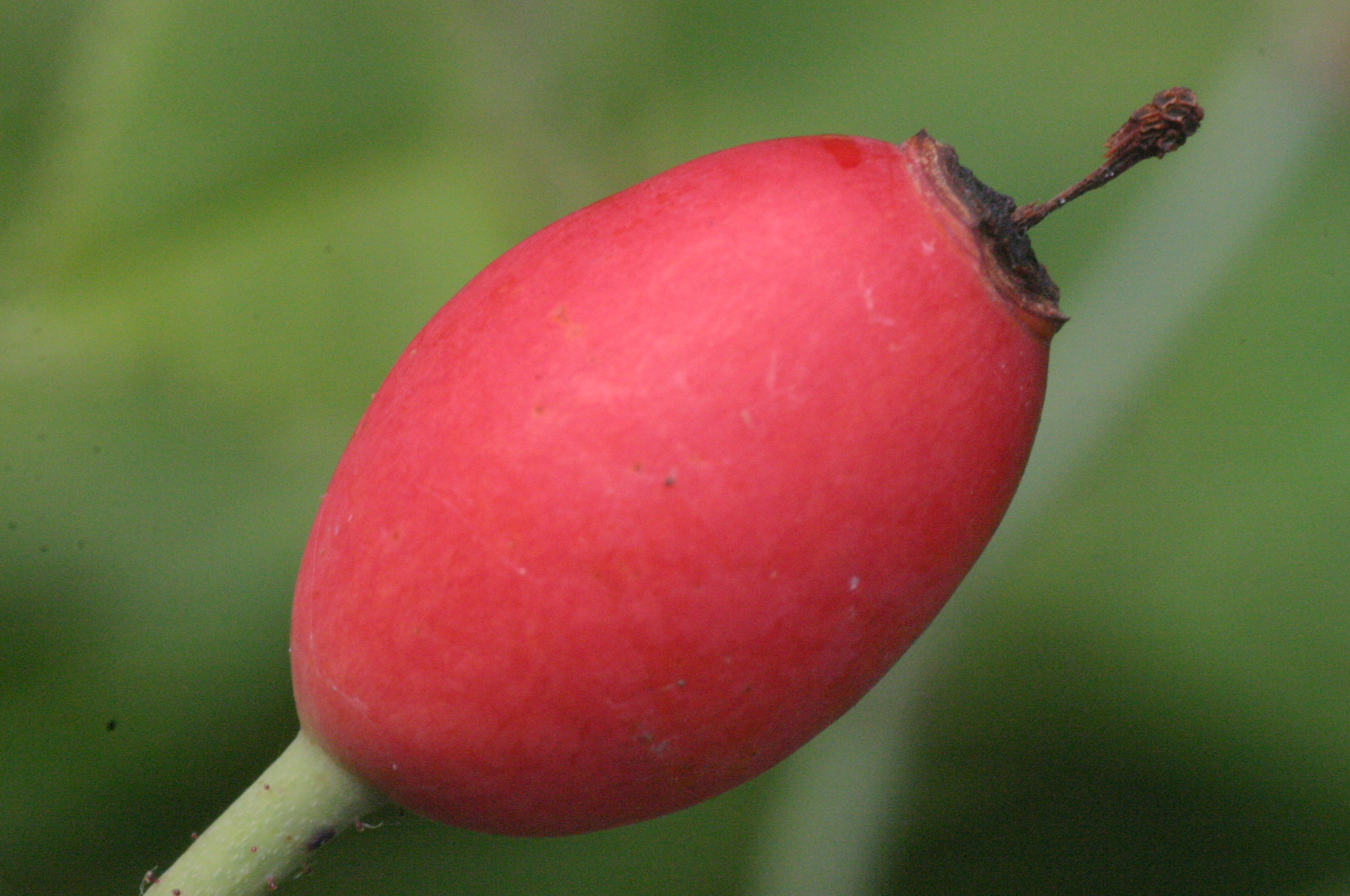
Šípek

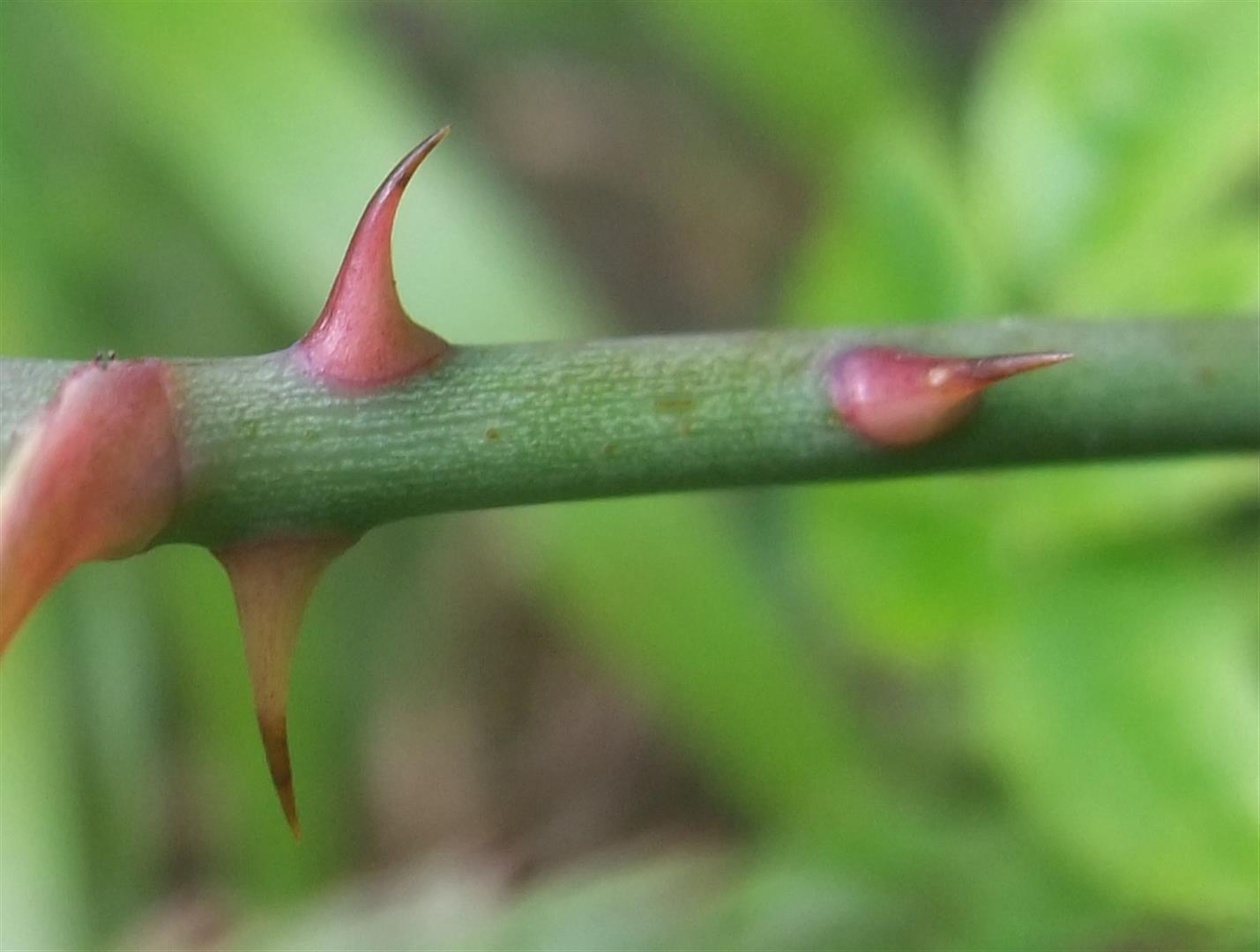
Ostny

Růže rolní (Rosa arvensis) je poléhavý, ostnitý, obvykle rozlehlý keř s dlouhými šlahouny, který rozkvétá v letních měsících bílými, až 5 cm velkými květy. Tato růže je sice v Česku původní druh, ale už v 19. století se vyskytovala dosti omezeně. Nyní je v české krajině již téměř 100 let nezvěstná a je klasifikována jako vyhynulý druh (A1).

## Rozšíření
Dřevina pochází z Evropy, kde se nejvíce vyskytuje na západě a jihozápadě. Ve střední Evropě roste jen řídce až vzácně, v České republice dokonce vyhynula. Severní hranice výskytu zasahuje do Británie a odtud probíhá Německem, jižním Slovenskem a podél karpatského oblouku dále jihovýchodem Evropy až do asijské části Turecka. Na jihu je její areál ohraničen Středozemním mořem. Roste až do nadmořské výšky 1400 m.
V České republice se počátkem 20. století vyskytovala jen ojediněle na jižní Moravě, především v okolí Brna, Uherského Hradiště a na Pavlovských vrších.

## Ekologie
Roste v pahorkatinách stejně jako v podhůří na půdách zásaditých či kyselých, na plném slunci i v částečném polostínu. Vyskytuje se po lesních okrajích, nejčastěji světlých dubohabřin, stejně jako v různých řídkých křovinných porostech nebo v osamoceně rostoucích koloniích. Kvete v červnu a červenci. Ploidie druhu je 2n = 14.

## Popis
Keř s mnoha liánovitými šlahouny dlouhými 4 m a více, které se obvykle plazí při zemi, nebo v případě opory se o ní ostny přidržují. Pozemní šlahouny v místě styku s půdou často koření. Vznikají takto široké polykormony s krátkými, vzpřímenými větvemi po stranách. Starší větve mají listová internodia delší než listy a jsou řídce porostlé ostny dlouhými až 6 mm, které bývají hákovité či jen skloněné. Střídavě vyrůstající listy s ostnitým řapíkem jsou složené, lichozpeřené, mívají průměrně dva až tři páry různě tvarovaných lístků, které mohou být vejčité nebo eliptické, řidčeji též kopinaté či okrouhlé. Bývají dlouhé 15 až 20 mm a široké 8 až 15 mm, na bázi jsou klínovité, po obvodě jednoduše oddáleně zubaté, na svrchní straně lysé a matné, na spodní světlejší a řídce chlupaté.
Květy jsou bílé, nevonné, rozevřené mívají 3 až 5 cm v průměru, vyrůstají jednotlivě nebo ve vícekvětých chocholících, jsou pětičetné a oboupohlavné. Jejich kalich je volnolupenný, jeho lístky mívají přívěsky a nebývají celistvé, po odkvětu se sklánějí nazpět a brzy zaschnou a opadají; koruna je tvořena pěti bílými plátky. V květu jsou dále pomnožené tyčinky se žlutými prašníky a pestíky se čnělkami srostlými do pevného sloupku.
Opylený květ se přetvoří v šípek, který má dlouhou stopkou, je kulovitý až eliptický, ve zralosti oranžově červený, lysý, dlouhý 12 až 15 mm a široký 9 až 12 mm. Je dlouho tvrdý a téměř neměkne, má široký, plochý disk a úzké ústí a jeho sloupek s vytrvalými bliznami vyčnívá až 4 mm nad ústím. Dužina šípku obsahuje jednu až devět nažek, (plodů), které jsou drobné, bělavé a velmi tvrdé.

## Význam
Růže rolní je rostlinou bez podstatného ekonomického významu, její šípky jsou sice jedlé a obsahují hojně vitamínu C, ale bývají malé a obvykle se nesbírají. Keře však skýtají úkryt ptákům i mnoha dalším volně žijícím živočichům a šípky jsou pro ně v zimním období vítanou náhradní potravou. V zahradách se tato růže pěstuje jen ojediněle. Může se využít jako pokryvná dřevina, málo náchylná k nemocem, zajišťující neprostupnost prostoru. Nutno však počítat s tím, že na výživné půdě se keř svými kořenícími šlahouny rychle rozrůstá. Pro zahradnické účely byl vypěstován kultivar 'Paulii', pocházející z hybridizace s růží svraskalou, který je ojediněle vysazován jako součást veřejné zeleně i v Česku.